# Nigroperla
Nigroperla is een geslacht van steenvliegen uit de familie borstelsteenvliegen (Perlidae). De wetenschappelijke naam van het geslacht is voor het eerst geldig gepubliceerd in 1964 door Illies.

## Soorten
Nigroperla omvat de volgende soorten:
- Nigroperla costalis Illies, 1964